# Speleomaster pecki
Speleomaster pecki is een hooiwagen uit de familie Cryptomastridae.